# كونراد جينس
كونراد جينس (بالإنجليزية: Conrad Janis)‏ هو عازف الجاز وممثل أمريكي، ولد في 11 فبراير 1928 بنيويورك في الولايات المتحدة. من الجوائز التي نالها جائزة المسرح العالمي سنة 1952.

## أعمال

### أفلام
- (1978) قصة بدي هولي
- (1985) ملايين بروستر
- (1996) رجل السلك[8]

### مسلسلات
- ذا والتونز

## جوائز
- جائزة المسرح العالمي (1952)

## وصلات خارجية
- كونراد جينس على موقع IMDb (الإنجليزية)
- كونراد جينس على موقع ألو سيني (الفرنسية)
- كونراد جينس على موقع ميوزك برينز (الإنجليزية)
- كونراد جينس على موقع أول موفي (الإنجليزية)
- كونراد جينس على موقع قاعدة بيانات برودواي على الإنترنت (الإنجليزية)
- كونراد جينس على موقع قاعدة بيانات الأفلام السويدية (السويدية)
- كونراد جينس على موقع إن إن دي بي (الإنجليزية)
- كونراد جينس على موقع ديسكوغز (الإنجليزية)
- كونراد جينس على موقع قاعدة بيانات الفيلم (الإنجليزية)
- كونراد جينس على موقع كينوبويسك (الروسية)